# Jamesbrittenia fragilis
Jamesbrittenia fragilis är en flenörtsväxtart som först beskrevs av Pilger, och fick sitt nu gällande namn av O.M. Hilliard. Jamesbrittenia fragilis ingår i släktet Jamesbrittenia och familjen flenörtsväxter. Inga underarter finns listade i Catalogue of Life.